# 成就院 (目黒区)

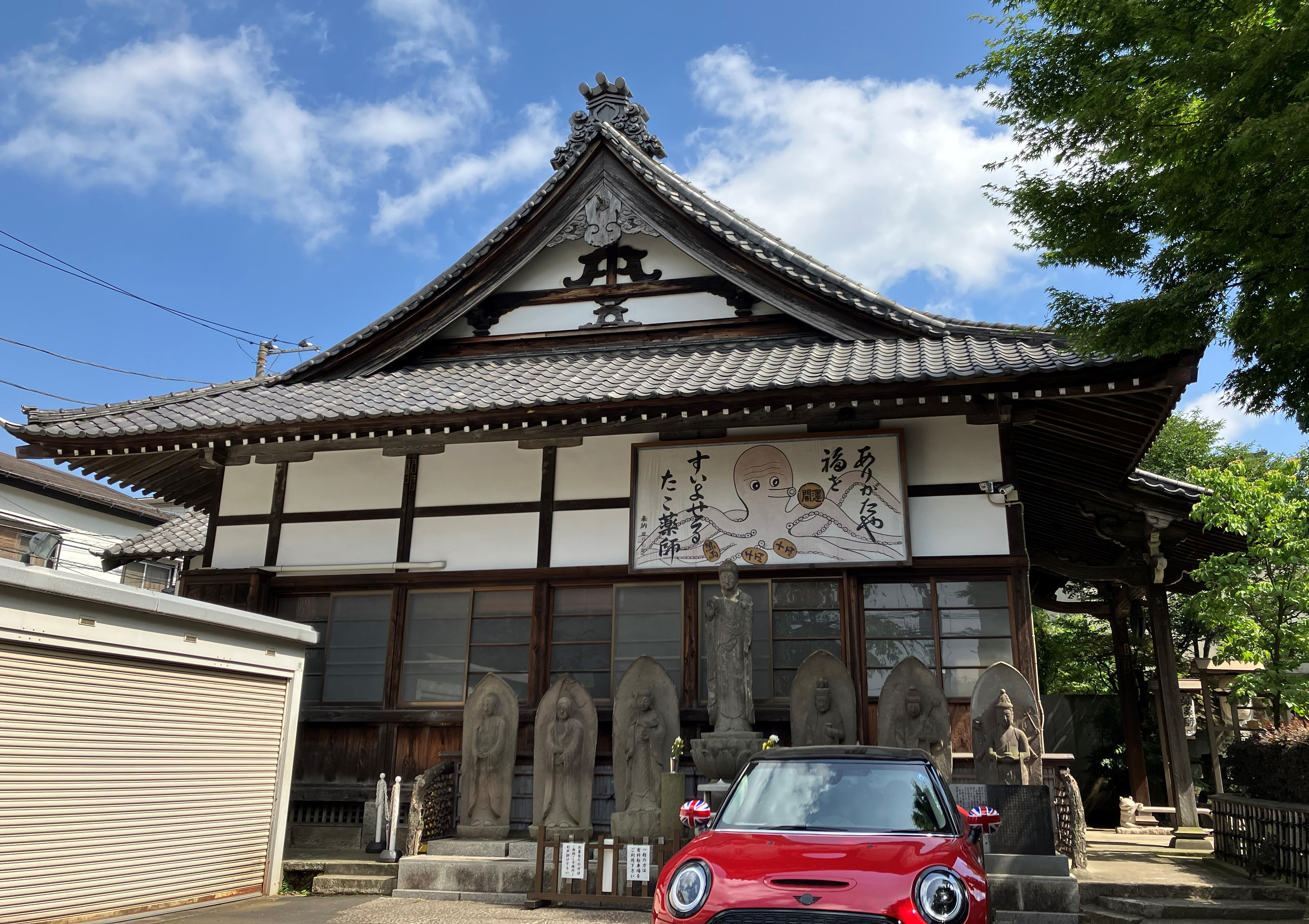
たこ薬師

成就院（じょうじゅいん）は、東京都目黒区にある天台宗の寺院。通称「蛸薬師」。

## 概要
858年（天安2年）、慈覚大師円仁によって開山された。
円仁は、自らが彫った薬師如来像を常に身に付けていたが、唐から帰国する際に嵐に遭ったので、やむなく薬師像を海に投じ、危急を逃れることができた。その後、円仁が肥前国松浦（現・長崎県松浦市）に赴いたとき、海中に投じた薬師像が蛸の上に乗って浮かんでいるのを発見し、取り戻すことができた。そして目黒の地に着いた時に、松浦での出来事を模して、蛸に支えられた薬師如来像を彫り、これを本尊とする寺を建てた。これが当寺の由来であり、「蛸薬師」と呼ばれる所以である。
境内には、江戸幕府3代将軍徳川家光の弟保科正之の生母お静の方が息子の将来を案じて奉納した地蔵菩薩像「お静地蔵」や家光が勧請した「秋葉大権現」など、初期の徳川将軍家ゆかりのものが残されている。

## 交通アクセス
- 不動前駅より徒歩6分。